# نیکو، توچیگی
نیکو در استان توچیگی در کشور ژاپن  واقع شده‌است  که دارای جمعیت ۹۲٬۱۸۱ نفر و مساحت ۱٬۴۴۹٫۸۷ کیلومتر مربع با تراکم جمعیت ۶۳٫۶  نفر در کیلومترمربع است و در تاریخ ۲۰ مارس ۲۰۰۶ به عنوان شهر شناخته شد.